# Mezopauza

A légkör szerkezete

A mezopauza a légkörben átmeneti réteg a mezoszféra és a termoszféra között; Nyáron körülbelül 85 kilométeres magasságban helyezkedik el. Télen feljebb húzódik, körülbelül 100 kilométeres magasságig. A NASA definíciója szerint éppen a világűr és a Föld határán helyezkedik el ez az átmeneti réteg. Hőmérséklete −80 °C körülire tehető.
A szó görög eredetű: a mezosz (jelentése közép-) és a pauein (jelentése befejezni) szóból alakult ki.

## A pauzák kialakításának elve
Az atmoszférát különböző rétegekre bonthatjuk, ezek a különböző szférák. A különböző szféráknak az elhatárolódási alapja a hőmérséklet magasság szerinti viselkedése. Az egyes szinteket ott határoljuk el egymástól, ahol a hőmérséklet csökkenése vagy növekedése ellenkező irányú folyamatba vált át. A szférákat elválasztó rétegeket pauzák különítik el egymástól. Másképpen határfelületnek is tekinthetők. A pauzák az alattuk lévő szféra nevét viselik, így négy pauza van: tropopauza, sztratopauza, mezopauza, termopauza.

## Lásd még
- Meteorológia

## Külső hivatkozások
- A légkör leírása
- A légkör felépítése
- A légkör jellemzői